# Ángela Iacobellis
Ángela Iacobellis (28 de octubre de 1948 - 27 de marzo de 1961) fue una niña italiana cuya causa de santidad se ha iniciado ante la Iglesia Católica. Actualmente tiene el título de Sierva de Dios.

## Vida
Nació en Roma el 16 de octubre de 1948 y fue bautizada el 31 de octubre en la misma Basílica de San Pedro.
Recibió la eucaristía y la confirmación el 29 de junio de 1955 en Nápoles, donde su familia se había trasladado cuando ella tenía cinco años.
Iacobellis era una niña normal con su familia, amigos y en la escuela. Sin embargo, según sus padres, su tía Ada y quienes la conocieron, surge la foto de una niña que, a medida que crece, aumenta su fe y su amor por Jesús Eucaristía, cada vez más consciente del gran misterio del Sacramento. Abrazaba y besaba a sus familiares que regresaban de la iglesia, donde habían recibido la Sagrada Comunión, porque según decía, para ella era como abrazar a Jesús.
Rara para su edad, tenía un gran equilibrio espiritual y religioso, leía el Evangelio y prefería el rezo del Santo Rosario decía: Hay que dar el primer lugar a Dios. Tenía una devoción particular por San Miguel Arcángel.
Pasaba sus vacaciones de verano en las Basílicas de San Francisco y Santa Clara de Asís, santos por los que sentía una especial simpatía. Durante estos periodos, frecuentaba el convento de las Clarisas y trabó amistad con las monjas y la abadesa.
A los 11 años, desarrolló leucemia. Durante mucho tiempo no fue informada sobre la gravedad de la enfermedad, pero aceptó el tratamiento con calma y optimismo cuando le dijeron que su enfermedad, aunque tratable, no tenía cura. Aceptó conscientemente la voluntad de Dios, expresándose plenamente en oración y en conversación con el Señor.
El empeoramiento de su salud la hizo separarse poco a poco de su vida. La fase final fue angustiosa para su familia, pues pasó de un análisis clínico a otro, de una transfusión a otra, con una obstrucción intestinal que complicó todo.
La administración de oxígeno no mejoró la situación y Iacobellis murió alrededor de las 10 de la noche del 27 de marzo de 1961.

## Causa de beatificación y canonización
Tras numerosos informes de personas que, afirmaban haber recibido gracias y favores, la fama de Ángela Iacobellis se extendió por toda Italia. El 11 de junio de 1991, la Santa Sede concedió el nihil obstat para la apertura del proceso diocesano para su beatificación y el papa Juan Pablo II la declaró Sierva de Dios.
El 21 de noviembre de 1997 su cuerpo fue trasladado de la capilla familiar en el cementerio de Nápoles a la Iglesia de San Juan Bautista del Fiorentini.